# Spoorlijn Rheydt - Dalheim
De Spoorlijn Rheydt - Dalheim of Schwalm-Nette-Bahn, is het Duitse deel van de IJzeren Rijn van Rheydt naar de grens met Nederland bij Dalheim en als lijn 2524 onder beheer van DB Netze.

## Geschiedenis
Op 4 december 1878 werd de lijn geopend voor goederenverkeer. Op 15 februari 1879 werd reizigersverkeer ingevoerd. Tot 1902 volgde de lijn een andere route bij Rheydt Gbf. Wegens uitbreiding van het goederenstation werd de aansluiting aan de lijn Aken - Mönchengladbach verder naar het zuiden verlegd. Het oorspronkelijke tracé is goed te zien op luchtfoto's.
Tijdens de Tweede Wereldoorlog werd het internationale reizigersverkeer opgeheven. Sinds 1991 is er ook geen internationaal goederenverkeer meer.

## Huidige toestand

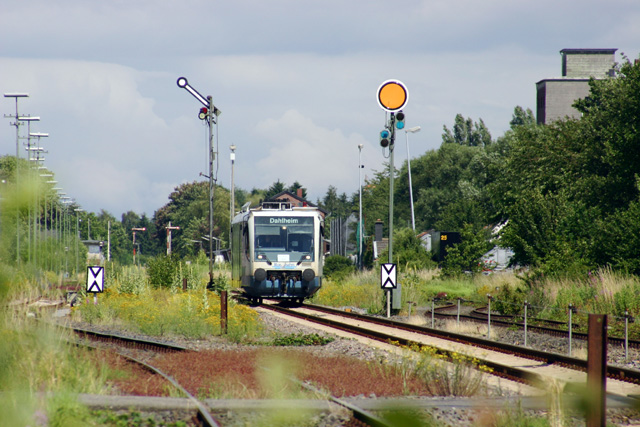
De lijn bij Mönchengladbach-Rheindahlen

Voor personenverkeer wordt de lijn gebruikt op de volgende delen tussen Rheydt Hbf en Station Dalheim: Schwalm-Nette-Bahn (VIAS GmbH: RB 39), goederenverkeer is er tussen Rheydt Gbf en de aftakking bij Wegberg Klinkum. De aan en afvoer van spoorweg materieel voor het testcentrum Wegberg-Wildenrath loopt eveneens over de aftakking bij Wegberg Klinkum.

## Treindiensten
| Serie | Treinsoort               | Route                                                                                        | Bijzonderheden     |
| ----- | ------------------------ | -------------------------------------------------------------------------------------------- | ------------------ |
| RB 34 | Regionalbahn (VIAS GmbH) | Mönchengladbach Hbf – Rheydt Hbf – Mönchengladbach-Rheindahlen – Wegberg – Arsbeck – Dalheim | Schwalm-Nette-Bahn |

## Aansluitingen
In de volgende plaatsen is of was er een aansluiting op de volgende spoorlijnen:
Rheydt Hauptbahnhof
DB 2550, spoorlijn tussen Aken en Kassel
DB 2611, spoorlijn tussen Keulen en Rheydt
Rheydt Güterbahnhof
DB 2522, spoorlijn tussen Viersen-Helenabrunn en Rheydt Güterbahnhof
DB 2523, spoorlijn tussen Rheydt Güterbahnhof en Mönchengladbach-Speick
DB 2550, spoorlijn tussen Aken en Kassel
Wegberg
lijn naar Siemens-testcentrum Wegberg-Wildenrath
Dalheim
DB 2540, lijn tussen Jülich en Dalheim
lijn tussen Budel en Vlodrop